# Shipman (Illinois)
Shipman es un pueblo ubicado en el condado de Macoupin en el estado estadounidense de Illinois. En el Censo de 2010 tenía una población de 624 habitantes y una densidad poblacional de 181,42 personas por km².

## Geografía
Shipman se encuentra ubicado en las coordenadas 39°7′10″N 90°2′43″O / 39.11944, -90.04528. Según la Oficina del Censo de los Estados Unidos, Shipman tiene una superficie total de 3.44 km², de la cual 3.41 km² corresponden a tierra firme y (0.98%) 0.03 km² es agua.

## Demografía
Según el censo de 2010, había 624 personas residiendo en Shipman. La densidad de población era de 181,42 hab./km². De los 624 habitantes, Shipman estaba compuesto por el 97.92% blancos, el 0% eran afroamericanos, el 0% eran amerindios, el 0.32% eran asiáticos, el 0% eran isleños del Pacífico, el 1.28% eran de otras razas y el 0.48% pertenecían a dos o más razas. Del total de la población el 2.4% eran hispanos o latinos de cualquier raza.